# 袁象先
袁象先（860年代—924年7月11日？），后唐庄宗年间曾暫名李绍安，中国五代十国时期后梁和后唐将领。他是后梁开国之君梁太祖朱全忠的外甥，弑朱友珪、立朱友贞。后梁灭后降后唐。

## 家世
袁象先生于唐懿宗咸通五年（864年）或六年（865年）。父袁敬初，自称神龍之變參與者推翻武則天的袁恕己之后。曾祖袁进朝，成都少尹。祖父袁忠义，忠武军节度判官。母朱氏，朱全忠妹，但在后梁建立前去世。袁象先为人宽厚慷慨。曾经射一只水鸟，不中，但入水的箭却射穿了一双鲤鱼，时人以为异象。袁象先显贵后，曾祖赠左仆射，祖父赠司空，父亲官至太府卿，赠司徒、驸马都尉。

## 唐朝年间效力朱全忠
中和三年（883年）袁象先的舅父朱全忠被任为宣武军节度使，袁象先在此时或不久后开始军旅生涯，最初授银青光禄大夫、检校太子宾客、兼御史中丞，景福元年（892年）在检校左省常侍任上迁检校工部尚书，充宣武军马军指挥使兼左静边都指挥使。乾宁五年（898年），再迁检校右仆射、左领军卫将军同正，充宣武军内外马步军都指挥使。光化二年（899年），权知宿州军州事。当年正月，幽州节度使刘仁恭攻魏州，三月，朱全忠派李思安等往救，屯内黄。刘仁恭派儿子义昌军节度使刘守文和女婿单可及攻之，李思安命袁象先伏兵清水之右，自己迎战于繁阳，假装不胜退走，刘守文追杀到内黄以北，李思安回军与伏兵夹击之，幽州军大败，单可及被斩，被俘杀三万人，刘守文仅以身免，幽州军丧气。天复元年（901年），表授刺史，充宿州团练、埇桥镇遏都知兵马使。二年（902年），朱全忠的敌人淮南节度使杨行密围宿州，袁象先因援兵未至颇为忧沮。一日登北城，在楼堞之上休息，失意似乎睡着了，梦见人告诉他：“我是陈璠，曾板筑这座城，旧府邸犹在，如今为军舍，可为我立庙，即用阴兵助公。”袁象先从之。淮南军急攻宿州营垒，州城几乎陷落，突然有大风雨，居民望见城上兵甲无数，淮南军不能进，即时退去。袁象先才相信鬼神之助，于是为之立祠，当地人一直祷祝。军校康怀贞奉命驰援宿州，淮南军退后，康怀贞权知宿州刺史，袁象先离任。三年（903年），权知洺州军州事。天祐三年（906年），授陈州刺史、检校司空。

## 后梁年间
朱全忠篡唐建立后梁，为太祖皇帝后，开平元年（907年）四月，袁象先献上白兔一只，被付史馆编录，兼示百官。二年（908年），召回袁象先，授左英武军使，再迁左神武、右羽林统军。三年（909年），转右卫上将军，封汝南县男。四年（910年），权知宣武军留后，当时因宣武军前军部大梁已成为东都，宣武军军部已迁到宋州。到任五个月，又改天平军两使留后。当时，郓州大饥荒，户民流散，袁象先开仓赈灾，百姓信赖他。五年（911年）二月，太祖北伐赵国和义武军（当时和后梁大敌晋都与赵结盟），以袁象先为镇定东南行营都招讨应接副使，进封开国伯，命他围脩县，不能克，后来后梁撤军。袁象先曾奉诏入朝，郓州人留他，毁石桥，他只得从其他门逃走。
乾化二年（912年）二月，太祖大举河南之众以援正被晋国攻打的刘仁恭之子燕帝刘守光，以平卢节度使贺德伦为应接使，袁象先为副。后袁象先回京任左龙武统军、在京马步军都指挥使。六月，太祖为子郢王朱友所弑。朱友珪杀养兄博王朱友文，称朱友文弑君，夺位。但很多将领都知道朱友珪才是弑君者，袁象先很快联络大将魏博节度使杨师厚、太祖婿驸马都尉赵岩、太祖子开封尹、东都留守、均王朱友贞及右监门上将军霍彦威，合谋推翻朱友珪。赵岩回到洛阳与袁象先秘密定计，杨师厚遣小校王舜贤至洛阳，秘密与袁象先、赵岩图谋，并给袁象先和主军大将们写信。鳳曆元年（913年）二月，朱友贞故意激怒在洛阳的左右龙骧军，称朱友珪要坑杀他们，告谕他们讨伐朱友珪，被奉为主后，遣人催促赵岩、袁象先、傅晖、朱珪等起事。当月，时任左龙虎统军、侍卫亲军都指挥使的袁象先等率禁兵数千人（或作千人）入宫，围朱友珪，朱友珪绝望与妻张皇后和仆夫冯廷谔一同自杀。乱中袁象先所部禁兵重伤礼部尚书、平章事、集贤殿大学士、判户部杜晓致死，并杀右散骑常侍侍讲李珽。袁象先和赵岩控制西都洛阳，袁象先派赵岩将传国玉玺送到朱友贞所在的大梁，请他去洛阳登基。朱友贞接受但选择在大梁登基，改名朱瑱。四月，袁象先因功以西京内外诸军马步军都指挥使、检校司徒、左龙虎统军、濮阳郡开国侯被授特进、检校太保、同平章事，遥充镇南军（当时在敌国吴管下）节度使、江南西道观察处置等使、行开封尹、判在京马步诸军事，进封开国公，增食邑一千户。以进士萧希甫为书记。乾化四年（914年），授平卢节度使，加检校太傅。又以萧希甫为巡官。萧希甫不乐，逃跑。不久，袁象先移宣武军节度使，加检校太尉。在宣武军十年。贞明二年（916年）十一月，吴少摄政行军副使徐知训为淮北行营都招讨使，围颍州。朱瑱命袁象先率援军相救，次年正月，袁象先援军到颍州，吴军实际主管军事的朱瑾早起看到西北昏黑，知道梁军将至，召行营都虞候刘权商议，刘权着幅巾锦袍前来，朱瑾认为他大敌当前还如此服饰，无军礼，叱斩之，徐知训徒步赤脚前去相救才得免。吴军与袁象先军交战，小有不利，撤退。太祖年间，将领们贿赂横行，袁象先作为帝甥，在治下诸镇纳贿、盘剥尤其严重，因而家财巨万。

## 后唐年间
龙德三年（923年）四月，晋王李存勖建立后唐，称帝，即庄宗。十月，发起突袭直取后梁都城大梁。梁主力远离都城不能相救，朱瑱在城陷前自杀，后梁灭亡。后唐皇帝入梁都，后梁节度使们成群来降。袁象先和镇国军留后霍彦威先到。袁象先以辇载所积累的珍货数十万贿赂庄宗宠妃刘夫人和庄宗宠爱的权贵、伶官、宦官，使他们争相称赞自己。庄宗将汴州改回宣武军，而将袁象先治下治所在宋州的宣武军改名为归德军。当月，庄宗于崇元殿宴诸将，段凝、霍彦威、袁象先等都参加了。酒酣，庄宗举酒敬李嗣源：”此席宴客，皆吾前岁之劲敌，如今与吾同宴，是卿为前锋之效。”霍彦威等伏陛谢罪，庄宗说：“与卿话旧，别害怕。”赐御衣、器币，尽欢而罢。不久放他们归藩。十一月，赐袁象先国姓李，赐名绍安，不久令他归镇。次年六月，卒于归德节度使任上，赠太师。后周广顺中，赠中书令，追封楚国公。
袁象先平生所积财产数千万，邸舍四千间，死后不分给诸子，都给儿子袁正辞。袁正辞以父荫为飞龙副使。

## 评价
- 《旧五代史》史臣曰：（王）瓒洎象先而下，皆降将也，又何足以讥焉！[2]

## 家庭

### 子
1. 袁正辞，历衢、雄二州刺史
2. 袁嶬，后周显德中官终沧州节度使